# Xã Vickers, Quận Perkins, Nam Dakota
Xã Vickers (tiếng Anh: Vickers Township) là một xã thuộc quận Perkins, tiểu bang Nam Dakota, Hoa Kỳ. Năm 2010, dân số của xã này là 18 người.